# Löwenwolde (Adelsgeschlecht)

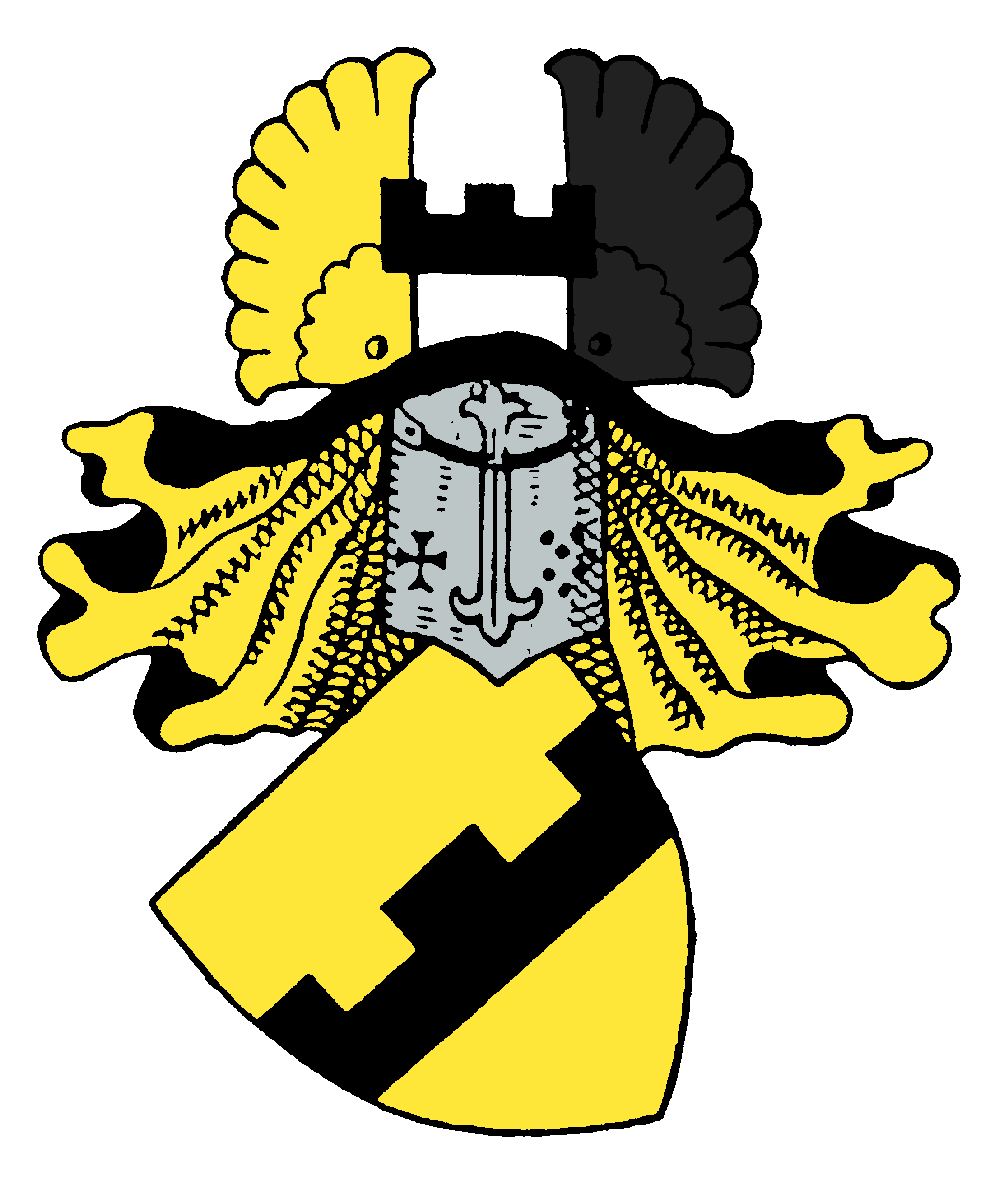
Stammwappen derer von Löwenwolde

Löwenwolde ist der Name eines alten deutsch-baltischen Adelsgeschlechts.

## Geschichte

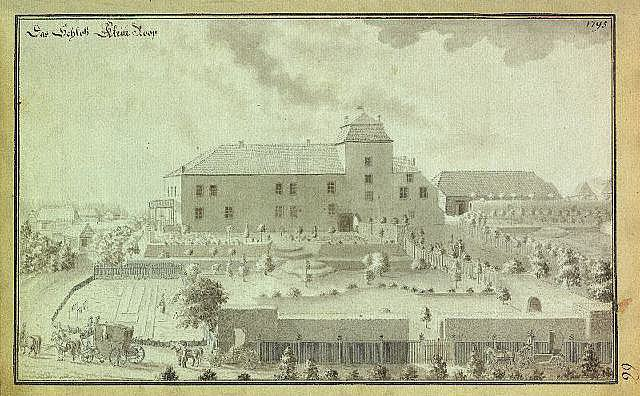
Schloss Klein Ropp (1795), Sammlung Brotze

Das Geschlecht erschien urkundlich erstmals am 7. Dezember 1299 mit dominus Johannes, miles, dictus de Levenwalde im Bistum Dorpat. Die Löwenwolde waren stamm- und wappenverwandt mit den Herren von Engdes († 18. Jh.) und den Herren, Freiherren und Grafen von Wrangel.
1726 wurden die Brüder Karl Gustav von Löwenwolde und Gustav Reinhold von Löwenwolde in den russischen Grafenstand gehoben. Mit der Anrede Hoch- und Wohlgeboren wurde der dritte Bruder Friedrich Kasimir von Löwenwolde 1730 in Wien in den Reichsgrafenstand erhoben. Das zugehörige Diplom erging erst 1740. Keiner der Brüder setzte den Stamm fort, jedoch war der Universalerbe des letztgenannten der Verwandte Christian Friedrich Nordhosen. Ihm wurde in Wien 1769 die Annahme des Adels Wappens der Grafen von Löwenwolde, als Nordhosen, Graf von Löwenwolde und Malla bewilligt. Über Nachfahren ist nichts bekannt.
1747 wurde das Gesamtgeschlecht bei der livländischen Ritterschaft immatrikuliert.
Durch Senatsukas von 1854 erfolgte die Anerkennung der Berechtigung des Führens des Baronstitels für Gerhard Ludwig Baron von Löwenwalde (* 1780; † 1872), Erbherr auf Pallamois, Russa, Paulenhof, Wöbs, Neu-Kirrumpäh und Neu-Koiküll, Pfandherr von Alexandershof, Mitglied der livländischen Messungs-Revisions-Kommission und Kreisgerichtsassessor in Dorpat. Mit ihm hat das Geschlecht offiziell seinen Ausgang gefunden, jedoch hatte er aus einer illegitimen Verbindung mehrere Kinder, die teilweise später durch Urkunde des Senats der Freien Stadt Danzig von 1939 den Namen Loewenwolde führen durften und sich auch adlig vermählten.

## Wappen
Das Stammwappen zeigt auf goldenen Schild einen dreimal gezinnten schwarzen Balken. Auf dem Helm mit schwarz-goldenen Decken der dreimal gezinnte schwarze Balken zwischen einem offenen rechts goldenen, links schwarzen Flug.
Gräfliches Wappen (1740):Geviert und belegt mit Herzschild wie Stammwappen (s. o.), jedoch der Zinnenbalken oben begleitet von einem Fürstenhut. 1 und 4 in Silber ein gold-gekrönter schwarzer Doppeladler; 2 und 3 in Gold ein einwärtsgekehrter, schwertschingender gold-gekrönter Löwe. Drei Helme: auf dem rechten Helm mit schwarz-silbernen Decken der Doppeladler; auf dem mittleren Helm mit rechts schwarz-silbernen, links rot-goldenen Decken der Zinnenbalken mit dem Fürstenhut zwischen einem offenen rechts goldenem, links schwarzem Flug; auf dem Linken Helm mit rot-goldenen Decken der Löwe. Schildhalter: zwei an Haupt und Lende grünbekränzte wilde Männer, mit der äußeren Hand eine natürliche Keule haltend.

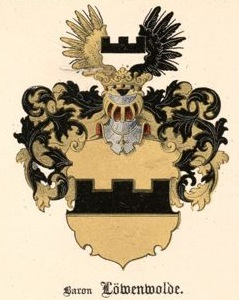
Stammwappen Löwenwolde im Baltischen Wappenbuch
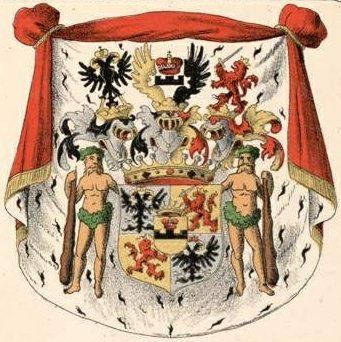
Gräfliches Wappen (1740) im Baltischen Wappenbuch

## Namensträger
- Gerhard Johann von Löwenwolde († 1723), Generalbevollmächtigter Peters I. in Livland und Estland
- Gustav Reinhold von Löwenwolde (1693–1758), Oberhofmeister der Kaiserin Katharina I.[4]
- Karl Gustav von Löwenwolde († 1735), Oberst der Ismailow-Garde, Stallmeister der Kaiserin Anna[5]
- Friedrich Kasimir von Löwenwolde († 1769), kaiserlicher General der Kavallerie
- Johann Gustav von Löwenwolde (1733–1791), livländischer Landrat und Wirklicher russischer Staatsrat
- Friedrich Johann von Löwenwolde (1776–1832), livländischer Landmarschall